# 柳博米里夫卡 (別列茲涅古瓦捷區)
47°11′17″N 32°52′29″E / 47.18806°N 32.87472°E
柳博米里夫卡（烏克蘭語：Любомирівка），是烏克蘭南部的村莊，隸屬尼古拉耶夫州的巴什坦卡區。該村始建於1797年，面積0.94平方公里，海拔高度20米，2001年人口526，人口密度每平方公里559.6人。